# Beker van Botswana
De Beker van Botswana is het nationale voetbalbekertoernooi in Botswana dat wordt georganiseerd door de Botswana Football Association (BFA). De bekercompetitie ging in 1968 van start en wordt middels het knock-outsysteem gespeeld.

## Finales
| Jaar      | Winnaar                             | Uitslag                     | Finalist                          |
| --------- | ----------------------------------- | --------------------------- | --------------------------------- |
| 1968      | Gaborone United                     |                             |                                   |
| 1969      | onbekend                            | onbekend                    | onbekend                          |
| 1970      | Gaborone United                     |                             |                                   |
| 1971-1977 | onbekend                            | onbekend                    | onbekend                          |
| 1978      | Notwane FC                          |                             |                                   |
| 1979      | Township Rollers                    |                             |                                   |
| 1980-1982 | onbekend                            | onbekend                    | onbekend                          |
| 1983      | Police XI                           | 3-2                         | Mochudi Centre Chiefs             |
| 1984      | Gaborone United                     |                             |                                   |
| 1985      | Gaborone United                     |                             |                                   |
| 1986      | Nico United                         |                             |                                   |
| 1987      | onbekend                            | onbekend                    | onbekend                          |
| 1988      | Extension Gunners                   |                             |                                   |
| 1989      | Botswana Defence Force XI           |                             |                                   |
| 1990      | Gaborone United                     |                             |                                   |
| 1991*     | TASC FC                             | 3-2                         | Botswana Defence Force XI         |
| 1991*     | Mochudi Centre Chiefs (Francistown) | won van                     | Extension Gunners                 |
| 1992      | Extension Gunners                   | 2-1                         | TAFIC                             |
| 1993      | Township Rollers                    | 4-1                         | Gaborone United                   |
| 1994      | Township Rollers                    | 2-0                         | Extension Gunners                 |
| 1995      | Notwane PG                          | 2-0                         | Mokgosi Young Fighters (Ramotswa) |
| 1996      | Township Rollers                    | 2-0                         | Botswana Meat Commission FC       |
| 1997      | Notwane PG                          | 2-0                         | Mokgosi Young Fighters            |
| 1998      | Botswana Defence Force XI           | 1-0                         | Jwaneng Comets                    |
| 1999      | Mogoditshane Fighters               | 3-0                         | FC Satmos (Selibe-hikwe)          |
| 2000      | Mogoditshane Fighters               | 1-1 ns (5-4)                | Gaborone United                   |
| 2001      | TASC FC                             | 2-0                         | Extension Gunners                 |
| 2002      | TAFIC                               | 0-0 ns (6-5)                | TASC FC                           |
| 2003      | Mogoditshane Fighters               | 1-0                         | Township Rollers                  |
| 2004      | Botswana Defence Force XI           | 2-1                         | Mogoditshane Fighters             |
| 2005      | Township Rollers                    | 3-1 nv                      | Botswana Meat Commission FC       |
| 2006      | Notwane FC                          | 2-1                         | Botswana Defence Force XI         |
| 2007      | Botswana Meat Commission FC         | 1-1 ns (6-5)                | ECCO City Green                   |
| 2008      | Mochudi Centre Chiefs               | 5-2                         | Uniao Flamengo Santos FC          |
| 2009      | Uniao Flamengo Santos FC            | 1-1 ns (4-2)                | Botswana Defence Force XI         |
| 2010      | Township Rollers                    | 3-1                         | Mochudi Centre Chiefs             |
| 2011      | Extension Gunners                   | 3-1                         | Motlakase Power Dynamos           |
| 2012      | Gaborone United                     | 0-0 ns (4-2)                | Mochudi Centre Chiefs             |
| 2013      | geen bekertoernooi gespeeld         | geen bekertoernooi gespeeld | geen bekertoernooi gespeeld       |

* 1991: Er zijn uitslagen van twee beker toernooien bekend, mogelijk was een voor het reguliere seizoen 1990/91 en de tweede ten behoeve van een overgang naar andere competitie opzet (met nieuwe sponsor Coca-Cola) in 1992.

### Bekerzeges
| Titels | Club                                                                             |
| ------ | -------------------------------------------------------------------------------- |
| 6      | Township Rollers                                                                 |
| 6      | Gaborone United                                                                  |
| 4      | Notwane FC/PG                                                                    |
| 3      | Mogoditshane Fighters Botswana Defence Force XI Extension Gunners                |
| 2      | TASC FC Mochudi Centre Chiefs                                                    |
| 1      | Police XI Nico United TAFIC Botswana Meat Commission FC Uniao Flamengo Santos FC |

Algerije ·
Angola ·
Benin ·
Botswana ·
Burkina Faso ·
Burundi ·
Centraal-Afrikaanse Republiek ·
Comoren ·
Congo-Brazzaville ·
Congo-Kinshasa ·
Djibouti ·
Egypte ·
Equatoriaal-Guinea ·
Ethiopië ·
Gabon ·
Gambia ·
Ghana ·
Guinee ·
Guinee-Bissau ·
Ivoorkust ·
Kameroen ·
Kenia ·
Lesotho ·
Liberia ·
Libië ·
Madagaskar ·
Mali ·
Marokko ·
Mauritanië ·
Mauritius ·
Mozambique ·
Namibië ·
Niger ·
Nigeria ·
Oeganda ·
Réunion ·
Rwanda ·
Sao Tomé en Principe ·
Senegal ·
Seychellen ·
Sierra Leone ·
Soedan ·
Somalië ·
Swaziland ·
Tanzania ·
Togo ·
Tsjaad ·
Tunesië ·
Zambia ·
Zimbabwe ·
Zuid-Afrika